# ヌーニョ・デ・グスマン
ヌーニョ・ベルトラン・デ・グスマン（Nuño Beltrán de Gúzman、1490年ごろ - 1558年）は、スペインのコンキスタドールで、ヌエバ・エスパーニャの行政官。パヌコ（今のベラクルス州パヌコを都とする属州）総督、ヌエバ・ガリシア総督、第1アウディエンシア長官を歴任し、メキシコ北西部にグアダラハラを含むいくつかの都市を建設した。
新大陸においてエルナン・コルテスが強大すぎることを懸念したカール5世は、グスマンをコルテスの対抗者として送りこんだ。グスマンはメキシコ北西部を征服し、何千もの先住民を奴隷としてカリブ海地域に輸出した。権力の乱用と先住民迫害によって逮捕されて1537年にスペイン本国に連行された。
後世には残酷な暴君として知られるが、グスマンに関する情報が主に彼の政敵であったエルナン・コルテス、フアン・デ・スマラガ、バスコ・デ・キロガらによって書かれたことに注意しなければならない。

## 生涯
グスマンはスペインのグアダラハラの歴史ある名家の出身だった。父親のエルナン・ベルトラン・デ・グスマンは裕福な商人で、スペイン異端審問時の大臣(alguacil)をつとめた。母はドーニャ・マグダレーナ・デ・グスマンだった。
コムネロスの反乱が起きたとき、グスマン家はカルロス王子（のちのカール5世）を支援し、その信頼を勝ち得た。グスマンとその弟はカール5世の護衛をつとめた。
1525年にスペイン王室はグスマンをメキシコ北東部のメキシコ湾岸にあるパヌコ自治領の総督に任命した。グスマンは1526年にイスパニョーラ島までやってきたが、病気のためそこにとどまり、1527年になってメキシコに到着した。エルナン・コルテスの勢力は彼を軍事的な経験のないよそ者として排除しようとしたが、コルテスの強大化を懸念するインディアス枢機会議とスペイン王室の支援をグスマンは受けた。グスマンはまたコルテスから充分なエンコミエンダを受けとっていないと考えるコンキスタドールや、自分の地位と繁栄がコルテス派によって妨害されていると考えるスペイン人の支持を受けた。
グスマンはコルテス派を過酷に扱った。ある者は財産を奪われ、ある者は処刑された。このためグスマンとコルテス派の間で内戦が勃発しそうになった。1529年にグスマンはコルテス本人を反逆者として法廷に訴えたが、グスマンとともにイスパニョーラ島まで旅したフアン・デ・スマラガメキシコ司教は逆にグスマンをキューバ総督ディエゴ・ベラスケスと同盟してコルテスに敵対するものとして非難した。
パヌコにおいてグスマンはインディオ奴隷貿易のシステムを作りあげた。後にグスマンがアウディエンシア長官になると、インディオの奴隷をパヌコに輸送し、そこからカリブ海地域に輸出した。
1527年12月13日、カール5世はメキシコにアウディエンシアを設立した。アウディエンシアは長官1名と聴訴官 (oidor) 4名から構成されており、グスマンが長官に任命された。彼らは1528年12月にメキシコシティに到着した。アウディエンシアに与えられた指示は、先住民の取り扱いの改善と、コルテスおよびその一派の行為の取り調べだった。
当時コルテス本人はスペイン本国にいて自らの行為の正当性を訴え、ある程度の成功を得た。コルテスがスペインで成功してヌエバ・エスパーニャに戻ってくるという知らせを聞いたグスマンは恐れ、メキシコシティを去って西部遠征に出発した。コルテスは総監(capitan general)として1530年にメキシコに戻り、同年12月には新しいアウディエンシアが設立された。
1529年12月21日、グスマンはそれまでスペインに抵抗していた先住民とその土地を征服するために、コンキスタドールたちや同盟しているナワ族を率いてメキシコシティの西部に遠征を行った。この遠征は「ジェノサイド事業」と記述されてきた。典型的にはコンキスタドールたちは先住民の村を襲ってトウモロコシほかの食料を略奪し、その住居を破壊・放火し、金目の物のありかを知るために現地の首長を拷問にかけたが、大抵の場合にはそのような金目の物は存在しなかった。
グスマンらはまず今のミチョアカン州にほぼ相当するタラスカ王国のカソンシであるタンガシュアン2世を黄金の所在を知るために拷問し、1530年2月14日に処刑した。
一行はそれからチチメカの地（今のハリスコ州、サカテカス州、ナヤリット州、シナロア州）を遠征した。遠征の目的のひとつには伝説のシボラの発見があった。グスマンは1531年9月29日にクリアカンの町を建設した。それからテピクに戻り、そこを本拠地として新たな遠征隊を派遣した。そのひとつはコンポステーラを建設した。別の隊は今のソノラ州まで遠征した。グスマンによる暴力的なチチメカ遠征はミシュトン戦争の主な原因であった。
グスマンの征服地は1531年1月25日の勅令でヌエバ・ガリシアと命名された。ヌエバ・ガリシアの首都はコンポステーラに置かれ、ヌエバ・エスパーニャの一部ではあったがメキシコからは独立していた。
グスマンによる先住民迫害の知らせはスペイン本国に届き、1536年にグスマンは逮捕され、スペインに護送された。1538年に釈放され、1539年からは再び王の護衛として働いている。1552年には回想録を書いた。その中でタラスカ王国のカソンシの殺害をキリスト教の普及のために必要なことだったと正当化している。バリャドリッドでおそらく1558年10月16日あるいはその少し後に没した。

## グアダラハラの建設
1532年、グスマンの命令によってその配下のコンキスタドールであるクリストバル・デ・オニャーテ (Cristóbal de Oñate) はノチストラン近郊に最初のグアダラハラを建設した。グアダラハラは何度も移転し、1542年に今の場所に移された。グアダラハラという名前はグスマンの生まれ故郷であるスペインのグアダラハラにちなんでつけられた。

## 評価
後世（部分的には生前にも）ヌーニョ・デ・グスマンは最悪のコンキスタドールとの悪名をはせた。伝記作家のドナルド・チップマンの言葉によると彼は「黒い伝説の権化」であった。同時代のベルナル・ディアス・デル・カスティリョはコルテスに忠実な支持者のひとりだったが、彼を「ヌエバ・エスパーニャのすべての属州においてパヌコの【グスマン】より忌まわしく邪悪な者はいなかった」と評している。彼の伝記を書いたサンタナはグスマンの性格を「最大級の残虐性、限りのない野望、洗練された偽善、巨大な悪徳、並びなき恩知らず、そしてコルテスに対する強烈な嫌悪」と記述している。